# 向氏辺土名殿内
向氏 辺土名殿内（しょううじ へんとなどぅんち）は、具志川御殿支流6世、向洪基・玉城親方朝智を系祖とする琉球王国の士族（首里士族）。王国末期に国頭間切（現・国頭村）辺土名村の脇地頭を務めた。

## 概要
10世・朝薫は組踊の祖で劇聖と讃えられる芸術家。1718年、冊封使が来琉した時、踊奉行を務めた。その次男・朝喜も踊奉行を務める。朝喜の代から総地頭家から脇地頭家へ降格、王国末期に辺土名村の脇地頭職を務めたので、辺土名が家名となった。

## 系譜
- 6世・玉城親方朝智
- 7世・玉城親雲上朝了（朝智次男）
- 7世・玉城親方朝弥（朝智三男）
- 8世・玉城親方朝恩
- 9世・玉城里之子朝致
- 10世・玉城親方朝薫
- 11世・玉城親雲上朝嘉（朝薫長男）
- 11世・奥平親雲上朝喜（朝薫三男）
- 12世・奥平親雲上朝義（十一世朝嘉次男。叔父朝喜の養子となり、その後家督を継ぐ）
- 13世・奥平朝栄（早世）
- 14世・奥平親方朝昌（実父は分家筋の向氏恩河親方朝村。十一世朝嘉の四女・思乙の婿養子となり家督を継ぐ）
- 15世・熱田親雲上朝長（実父は向氏伊志嶺親方朝昌。朝昌三女の真牛の婿養子となり家督を継ぐ）
- 16世・朝矩（朝昇）（朝長次男）
- 17世・朝明（朝蕃）
- 18世・朝昭